# Rysslands landslag i drakbåt
Rysslands landslag i drakbåt representerar Ryssland i landslagstävlingar i drakbåt.

## Seniorlandslaget

### ICF-VM
I tabellen visas de medaljer som Ryssland tagit i VM som arrangeras av International Canoe Federation (ICF).
| År     | Värdort     | Guld | Silver | Brons | Totalt |
| ------ | ----------- | ---- | ------ | ----- | ------ |
| 2006   | Kaohsiung   | ?    | ?      | ?     | ?      |
| 2008   | Poznań      | ?    | ?      | ?     | ?      |
| 2010   | Szeged      | ?    | ?      | ?     | ?      |
| 2012   | Milano      | 10   | 5      | 0     | 15     |
| 2014   | Poznań      | 12   | 5      | 1     | 18     |
| 2016   | Moskva      | 12   | 3      | 2     | 17     |
| 2018   | Gainesville | ?    | ?      | ?     | ?      |
| 2022   | Račice      | ?    | ?      | ?     | ?      |
| Totalt | Totalt      | 34   | 13     | 3     | 50     |

### IDBF-VM
I tabellen visas de medaljer som Ryssland tagit i VM som arrangeras av International Dragon Boat Federation (IDBF).
| År     | Värdort      | Guld                 | Silver               | Brons                | Totalt               |
| ------ | ------------ | -------------------- | -------------------- | -------------------- | -------------------- |
| 1995   | Yueyang      | ?                    | ?                    | ?                    | ?                    |
| 1997   | Hongkong     | ?                    | ?                    | ?                    | ?                    |
| 1999   | Nottingham   | ?                    | ?                    | ?                    | ?                    |
| 2001   | Philadelphia | ?                    | ?                    | ?                    | ?                    |
| 2003   | Poznań       | ?                    | ?                    | ?                    | ?                    |
| 2004   | Shanghai     | ?                    | ?                    | ?                    | ?                    |
| 2005   | Berlin       | ?                    | ?                    | ?                    | ?                    |
| 2007   | Sydney       | ?                    | ?                    | ?                    | ?                    |
| 2009   | Račice       | 1                    | 0                    | 2                    | 3                    |
| 2011   | Tampa Bay    | 0                    | 0                    | 3                    | 3                    |
| 2013   | Szeged       | 2                    | 0                    | 2                    | 4                    |
| 2015   | Welland      | Ryssland deltog inte | Ryssland deltog inte | Ryssland deltog inte | Ryssland deltog inte |
| 2017   | Kunming      | 0                    | 0                    | 1                    | 1                    |
| 2019   | Pattaya      | ?                    | ?                    | ?                    | ?                    |
| 2023   | Pattaya      | ?                    | ?                    | ?                    | ?                    |
| Totalt | Totalt       | 3                    | 0                    | 8                    | 11                   |

### ECA-EM
I tabellen visas de medaljer som Ryssland tagit i EM som arrangeras av European Canoe Association (ECA).
| År     | Värdort           | Guld | Silver | Brons | Totalt |
| ------ | ----------------- | ---- | ------ | ----- | ------ |
| 2015   | Auronzo di Cadore | 5    | 0      | 0     | 5      |
| 2017   | Szeged            | 13   | 0      | 1     | 14     |
| 2019   | Moskva            | ?    | ?      | ?     | ?      |
| Totalt | Totalt            | 18   | 0      | 1     | 19     |

### EDBF-EM
I tabellen visas de medaljer som Ryssland tagit i EM som arrangeras av European Dragon Boat Federation (EDBF).
| År     | Värdort          | Guld                 | Silver               | Brons                | Totalt               |
| ------ | ---------------- | -------------------- | -------------------- | -------------------- | -------------------- |
| 1996   | Silkeborg        | Ryssland deltog inte | Ryssland deltog inte | Ryssland deltog inte | Ryssland deltog inte |
| 1998   | Rom              | ?                    | ?                    | ?                    | ?                    |
| 2000   | Malmö            | 1                    | 0                    | 1                    | 2                    |
| 2002   | Poznań           | 3                    | 0                    | 0                    | 3                    |
| 2004   | Stockton-on-Tees | 6                    | 1                    | 1                    | 8                    |
| 2006   | Prag             | 2                    | 5                    | 1                    | 8                    |
| 2008   | Sabaudia         | 6                    | 3                    | 0                    | 9                    |
| 2010   | Amsterdam        | 1                    | 2                    | 0                    | 3                    |
| 2012   | Nottingham       | 0                    | 5                    | 1                    | 6                    |
| 2014   | Račice           | 0                    | 0                    | 1                    | 1                    |
| 2016   | Rom              | 0                    | 1                    | 2                    | 3                    |
| 2018   | Brandenburg      | ?                    | ?                    | ?                    | ?                    |
| 2022   | Banyoles         | ?                    | ?                    | ?                    | ?                    |
| Totalt | Totalt           | 19                   | 17                   | 7                    | 43                   |

## U24-landslaget

### EDBF-EM
I tabellen visas de medaljer som Ryssland tagit i EM som arrangeras av European Dragon Boat Federation (EDBF).
| År     | Värdort     | Guld                 | Silver               | Brons                | Totalt               |
| ------ | ----------- | -------------------- | -------------------- | -------------------- | -------------------- |
| 2010   | Amsterdam   | 0                    | 0                    | 3                    | 3                    |
| 2016   | Rom         | Ryssland deltog inte | Ryssland deltog inte | Ryssland deltog inte | Ryssland deltog inte |
| 2018   | Brandenburg | ?                    | ?                    | ?                    | ?                    |
| 2022   | Banyoles    | ?                    | ?                    | ?                    | ?                    |
| Totalt | Totalt      | 0                    | 0                    | 3                    | 3                    |